# Campeonato Nacional de Fútbol Femenino
El Campeonato Nacional de Fútbol Femenino se disputó desde 2008 hasta 2017 como torneo de Primera División del Fútbol Femenino Peruano. Fue reemplazado nominalmente por la Copa Perú Femenina por dos temporadas (2018 y 2019), con el formato de competencia similar al campeonato nacional. A partir del 2021, fue sucedido por la Liga Femenina FPF.
Su primer campeón fue Association White Star de Arequipa y el último campeón fue JC Sport Girls en 2017. Desde 2009, este torneo otorgaba un cupo a la Copa Libertadores de América Femenina para el campeón. El equipo que más veces ganó el torneo fue JC Sport Girls (4).

## Historia
Previo a este torneo ya se disputaba el Campeonato Metropolitano de Fútbol Femenino, que involucraba equipos de Lima y Callao, desde el año 1996.  El campeón de sus primeras dos ediciones fue el Club Universitario de Deportes. Este torneo fue incorporado como una etapa más dentro del sistema de torneos nacional con el nombre de Región IV. Tuvo un carácter amateur o semiprofesional por no existir estrictamente contratos profesionales con las jugadoras. 
A partir del 2017 la FPF decide acomodar su calendario al de la Conmebol para que los torneos locales no se crucen con el desarrollo de la Copa Libertadores de Fútbol Femenino. Hasta ese momento el calendario deportivo no tenía relación con el calendario anual; es decir, el campeonato nacional del 2016 se disputaba recién en el 2017. En enero de ese año se juega el título nacional del 2016 y lo gana Universitario. Ese mismo, pero en diciembre, se normaliza el calendario y se juega el campeonato nacional 2017 que queda en manos de J&C Sport Girls.  
En el 2018, el torneo fue reemplazado nominalmente por la Copa Perú Femenina, que se disputó por dos temporadas (2018-2019) como torneo de primera división y que a partir de la Copa Perú Femenina 2022 se convirtió en torneo de segunda división.  

## Formato
El campeonato está constituido de tres etapas: una etapa provincial, una etapa regional y una etapa nacional. La etapa nacional tiene formato de eliminación directa y está conformado por 8 equipos ganadores de las regiones del país.

## Regiones participantes
| Región      | Departamentos                              |
| ----------- | ------------------------------------------ |
| Región I    | Amazonas, Lambayeque, Piura, Tumbes        |
| Región II   | Áncash, Cajamarca, La Libertad, San Martín |
| Región III  | Loreto, Ucayali                            |
| Región IV   | Lima, Callao                               |
| Región V    | Huánuco, Junín, Pasco                      |
| Región VI   | Ayacucho, Huancavelica, Ica                |
| Región VII  | Arequipa, Moquegua, Tacna                  |
| Región VIII | Apurímac, Cusco, Madre de Dios, Puno       |

## Historial

### Primera división de Perú
| Edición del torneo | Fecha de la final | Campeón                                    | Resultado | Subcampeón                            | Sede                                     |
| ------------------ | ----------------- | ------------------------------------------ | --------- | ------------------------------------- | ---------------------------------------- |
| 2008               | 04/04/2009        | Association White Star (Arequipa)          | 3-2       | Estudiantes Universitarios (Cusco)    | Estadio Monumental de la UNSA (Arequipa) |
| 2009               | 2010              | Universidad Particular de Iquitos (Loreto) | 5-0       | UNSAAC (Cusco)                        | Estadio Mansiche (Trujillo)              |
| 2010               | 02/10/2011        | JC Sport Girls (Lima)                      | 2-1       | River San Borja (Lima)                | Estadio Elías Aguirre (Chiclayo)         |
| 2011               | 27/10/2012        | JC Sport Girls (Lima)                      | 2-0       | Electro Oriente (Iquitos)             | Videnita de Chincha (Ica)                |
| 2012               | 29/09/2013        | JC Sport Girls (Lima)                      | 3-0       | Internacional (Arequipa)              | Videnita de Chincha (Ica)                |
| 2013               | 07/072014         | Real Maracaná (Lima)                       | 4-0       | Internacional (Arequipa)              | Estadio Melgar (Arequipa)                |
| 2014               | 08/05/2015        | Universitario de Deportes (Lima)           | 7-0       | Alfredo Vargas Guerra (Loreto)        | Videnita de Chincha (Ica)                |
| 2015               | 22/04/2016        | Universitario de Deportes (Lima)           | 8-0       | CGTP (Loreto)                         | Videnita de Chincha (Ica)                |
| 2016               | 27/01/2017        | Universitario de Deportes (Lima)           | 5-1       | Ramiro Villaverde (Junín)             | Videnita de Chincha (Ica)                |
| 2017               | 16/12/2017        | JC Sport Girls (Lima)                      | 7-1       | Deportivo Educación Física (Apurímac) | Videnita de Chincha (Ica)                |

## Palmarés
| Pos. | Club                                       | Camp. | Temporadas             |
| ---- | ------------------------------------------ | ----- | ---------------------- |
| 1    | JC Sport Girls (Lima)                      | 4     | 2010, 2011, 2012, 2017 |
| 2    | Universitario de Deportes (Lima)           | 3     | 2014, 2015, 2016       |
| 3    | Association White Star (Arequipa)          | 1     | 2008                   |
| 4    | Universidad Particular de Iquitos (Loreto) | 1     | 2009                   |
| 5    | Real Maracaná (Lima)                       | 1     | 2013                   |